# 염복순
염복순(廉福順, 1952년 1월 8일 ~ )은 대한민국의 배우였다.

## 생애
서울특별시에서 태어났다. 1971년 문화방송(MBC)의 공채 3기 탤런트로 선발돼 드라마 《물레방아》에서 연기 활동을 시작했다. 1974년 정소영이 감독을 맡은 《성숙》에 출연하면서 영화에 데뷔했다. 1975년 김호선이 감독을 맡은 《영자의 전성시대》에서 주연으로 발탁되면서 스타덤에 올랐다. 이후에는 이렇다 할 작품에 출연하지 못한 채 1975년 김호선의 《창수의 전성시대》, 1976년 김선경이 감독을 맡은 《미스 염의 순정시절》 등 다른 영화의 아류 작품에 출연했다. 이후 1986년에 결혼하여 1987년 당시 미국으로 이민을 떠났다.